# Front per l’Alternança i la Concòrdia del Txad
El Front per l’Alternança i la Concòrdia del Txad (en francès: Front pour l’alternance et la concorde au Tchad), o FACT, és una organització política i militar creada pel SG Mahamat Mahdí Ali al març de 2016 a Tanua, en el nord del Txad, amb l'objectiu d'enderrocar al govern del Txad. És un grup escindit de la Unió de Forces per a la Democràcia i el Desenvolupament.
Ali va declarar la seva preparació per a operacions militars contra el president Idriss Déby. El grup va ser responsable de la mort de Déby a l'abril de 2021, quan va ser assassinat mentre comandava les tropes en la línia de front que lluitaven contra els militants.